# Farida Tahar
 (mars 2020).
Farida Tahar, née le 20 novembre 1977 à Bruxelles est une femme politique belge, députée bruxelloise et Sénatrice depuis 2019. Sur le site du Parlement francophone bruxellois, où elle siège en tant que cheffe de groupe pour Ecolo, son curriculum vitae la décrit comme étant une militante féministe et antiraciste.
Elle est engagée sur les thématiques de l’accès aux droits sociaux et d’inclusion sociale de toutes et de tous, d’égalité des chances et des genres, d’accès à l’emploi, de lutte contre les inégalités.

## Associatif
En 2010, Farida Tahar fonde l’association sans but lucratif (ASBL) “Toutes Égales au Travail et à l’École” (TETE), qui a pour mission de lutter contre les discriminations à l’égard des femmes dans l’éducation ainsi que sur le marché du travail.
En 2014, elle devient vice-présidente de l’ASBL Collectif contre l’Islamophobie en Belgique.
Elle sera également membre active du Mouvement contre le racisme, l’antisémitisme et la xéphonobie (MRAX) depuis 2006, dont elle est vice-présidente de 2016 à 2018.

## Politique
Entre 2012 et 2018, Farida Tahar siège comme conseillère communale à Molenbeek-Saint-Jean.
En 2018, elle est désignée par l’Assemblée générale d’Ecolo pour occuper la 68e place sur les listes régionales du Parti.
Elle déclare alors « Ecolo est profondément un parti inclusif, un parti éthique, transparent et démocratique où un parlement interne existe et où les débats peuvent avoir lieu ».
Pour les élections du 26 mai 2019 à la Région bruxelloise, elle obtient le score de 2993 voix de préférences, est élue sur la base de ces voix.
Le 4 juillet 2019, elle est désignée par le groupe linguistique français du Parlement de la Région de Bruxelles-Capitale pour devenir sénatrice des entités fédérées. Elle y présidera, du 18 octobre 2019 au 25 octobre 2021 la Commission du Renouveau démocratique, de la Citoyenneté et des Affaires internationales. 
En 2023, Fadila Maaroufi - ainsi que l'Observatoire des fondamentalismes à Bruxelles (OFB) qu'elle a cofondé - est assignée en justice pour avoir dénoncé la proximité idéologique avec l’islamisme de l’ancienne sénatrice et député bruxelloise écolo Farida Tahar et d’Ibrahim Ouassari Elkhattabi, fondateur de MolenGeek. Deux affaires symboles du climat d’omerta qui règne sur la question de l’entrisme. Et le jugement fait date. La lanceuse d’alerte gagne ces deux procédures.